# S-75 Dvina
S-75 Dvina (ryska: С-75 Двина, NATO-namn: Guideline, Pentagon-kodnamn SA-2) var en sovjetisk luftvärnsrobot, som användes av Egypten och Nordvietnam under 1960- och 1970-talen mot Israel respektive USA. U-2-piloten Gary Powers sköts ner av sovjetiska Dvina-robotar.
En radar på marken mäter målets avstånd och bäring, en annan radar mäter målets höjd. Ett eldledningssystem på marken kalkylerar robotens bana och fjärrstyr roboten till kollision med målet. Tung och strömslukande radiorörselektronik stannar på marken, och kan därför återvinnas. S-75 Dvinas sårbarhet för elektronisk krigföring är hög. 